# Kalliszthenész
Olünthoszi Kalliszthenész (Καλλισθενης, Kr. e. 370 – kb. 327) görög tudós és történetíró, Nagy Sándor udvari történésze, és a kiemelkedő filozófus, Arisztotelész unokaöccse (nővére lányának fia) és tanítványa, továbbá a filozófus legkiemelkedőbbnek tartott tanítványának, Theophrasztosznak barátja. Életét és tragikus sorsát Theophrasztosz ill. Plutarkhosz műveiből ismerjük.

## Munkássága

### Családja
Anyja, Hero, Arisztotelész nővérének, Arimnesztének a férjének, Proxenosznak volt a lánya. Apja neve nem maradt fent. Plutarkhosz továbbá a Párhuzamos életrajzokban (Nagy Sándorról szóló fej.) úgy említi, hogy „Arisztotelész házában” nevelkedett, emiatt feltételezhető, hogy árva volt, és Arisztotelész közeli rokona vagy ismerőse volt a gyámja.

### Alexandrosz kíséretében
,Kalliszthenész elkísérte Nagy Sándort ázsiai hadjárataira. A történetíráson kívül többfajta tudományos és pedagógiai feladatba is fogott: például Egyiptomba érkezvén részt vett egy, a Nílus forrását kereső expedíción, Babilonban pedig felügyelte az ottani csillagászati feljegyzések lefordítását görög nyelvre. A Nagy Sándor hadjáratairól írt művét részletekben írta, és ezeket folyamatosan küldték vissza Hellászba és terjesztették a nagyobb városokban; egyszóval ezek nemcsak naplóként és kódexként, hanem hírlapként is szolgáltak.
A kezdeti jó viszony a fejedelem és a történész között azonban megromlott, mivel utóbbi növekvő idegenkedéssel fogadta a királynak a meghódolt idegen országokban egyre-másra felvett keleties barbár szokásait, különösen, hogy istenné nyilvánítsák Alexandroszt. Minthogy nem volt hajlandó istenként tisztelni az uralkodót, ezzel felségsértést elkövetve és politikai törekvéseinek útjába állva, a Nagy Sándor elleni Hermolaosz-féle összeesküvés felszámolásakor őt is bűnrészességgel vádolták, és börtönbe vetették. Egyesek szerint a kínzásokba és az embertelen körülményekbe belebetegedve itt halt meg, mások szerint i. e. 327-ben kivégezték, ha így volt, akkor valószínűleg keresztre feszítették, vagy pedig - amint azt Diogenész Laertiosz írja - oroszlánok elé vetették.Megint mások szerint (Harold Lamb) börtönben elhájasodásban halt meg. Plutarkhosz valószínűnek tartja, hogy az összeesküvésben teljesen ártatlan volt. Kalliszthenész szomorú történetéről jobbára barátja, a peripatetikus Theophrasztosz lélekfilozófiai értekezéséből (Kalliszthenész avagy a Bánatról) szerzett értesülést az utókor. Kalliszthenész halála után megromlott az addigi igen jó viszony Arisztotelész és neveltje, Nagy Sándor között.
Tudjuk, hogy Kalliszthenész udvari történészként beszámolókat írt Nagy Sándor hadjáratairól, és írt egy Hellász történelmét az Antalkidasz-féle békétől (i. e. 387.) a Phókiai háborúig (i. e. 357) bemutató művet, sőt ez utóbbi háború történetét is külön megírta, de ahogy legtöbb műve, ezek is elvesztek, és csak más írók által idézett töredékeiket ismerjük. Tudjuk, hogy segített Arisztotelésznek néhány hüpomnématikus műve összeállításában (például a Pythiai játékok nevű színészverseny nyerteseinek listázásában).

### A tévesen neki tulajdonított Sándor-életrajz
A Nagy Sándor életéről szóló regényes beszámoló, az Alexandru praxeisz („Alexandrosz tettei”), amelynek írója a királyt a pánhellénizmus harcosaként ünnepelte és teljesítményét dicsőítette, s ami később az összes Nagy Sándorról szóló legenda forrása lesz a középkorban, valószínűleg nem Kalliszthenész műve, hanem a Ptolemaioszok korában keletkezhetett, s jelenlegi formájában a 3. századból ered. Latinra fordítója, Julius Valerius Alexander Polemius (kb. i. e. 4. század) ugyan bizonyosra veszi, hogy Aesopus alkotása, mások Arisztotelészt, Antiszthenészt, Onesicritust vagy az 1. században élt Arriant gondolják a valódi szerzőnek, de egy 16. századi itáliai humanista, nyilvánvalóan tévesen, Kalliszthenésznek tulajdonította, s azóta eme regényes életrajz szerzőjét szokás Pszeudo-Kalliszthenésznek (Ál-Kalliszthenész) is nevezni. E munka a magyar irodalomba is átjön, például a Heltai Gáspár nyomdájából kikerült históriában (Kolozsvár, XVI. század 2. fele), vagy Haller János Hármas históriájában, mindkettőt egy augsburgi kiadás nyomán fordították.
A Valerius-féle munkának aztán a kora középkorban szír, örmény és szláv változatai is születtek, a négy görög nyelvű változat mellett (kettő prózai, kettő verses – ld. Krumbacher, Geschichte der byzantinischen Litteratur, 1897, p. 849). Valerius fordítását egy későbbi, a 10. században keletkezett, a nápolyi főpaptól, Leótól származó mű, az ún. Historia de Preliis teljesen kiszorította, mely utóbbiban az eredeti Pszeudo-Kalliszthenészi szövegekhez és töredékekhez bevezetés és jegyzetek is társultak.

## Jelleme
Plutarkhosz szerint a filozófus nemes gondolkodású és jószívű volt, ugyanakkor merev, idegenek szemében barátságtalannak tűnő viselkedés jellemezte. Lakomákra nem szívesen járt, a meghívásokat vagy visszautasította, vagy zord arccal és erkölcsi ítéletnek is beillő szótlansággal nézte a mulatozást. Noha a fiatalok rajongtak ékesszólásáért, az öregek pedig rendezett életmódja és mértékletessége miatt tisztelték, Sándor környezetében hamar ellenségeket szerzett magának, akik irigyelték és ármánykodtak ellene. Ráadásul meglehetősen őszinte volt még a hatalmasságokkal szemben is, annyira, hogy mikor nagybátyja, Arisztotelész értesült egy ebéden Nagy Sándor jelenlétében elmondott, de király- és makedónellenesnek is értelmezhető szónoklatáról (igaz, a szónoklat elmondását maga Sándor parancsolta), állítólag azt mondta: „Kalliszthenész nagy szónok, de józan esze nincs”. Plutarkhosz Nagy Sándorral szembeni több szellemes, már-már diogenészi pimaszságú mondását idézi, amelyek a zsarnokság elleni gyűlöletét, és a tekintélyek iránti közömbösségét mutatják.